# Luca Lombardi
Luca Lombardi (Roma, 24 dicembre 1945) è un compositore italiano.

## Biografia

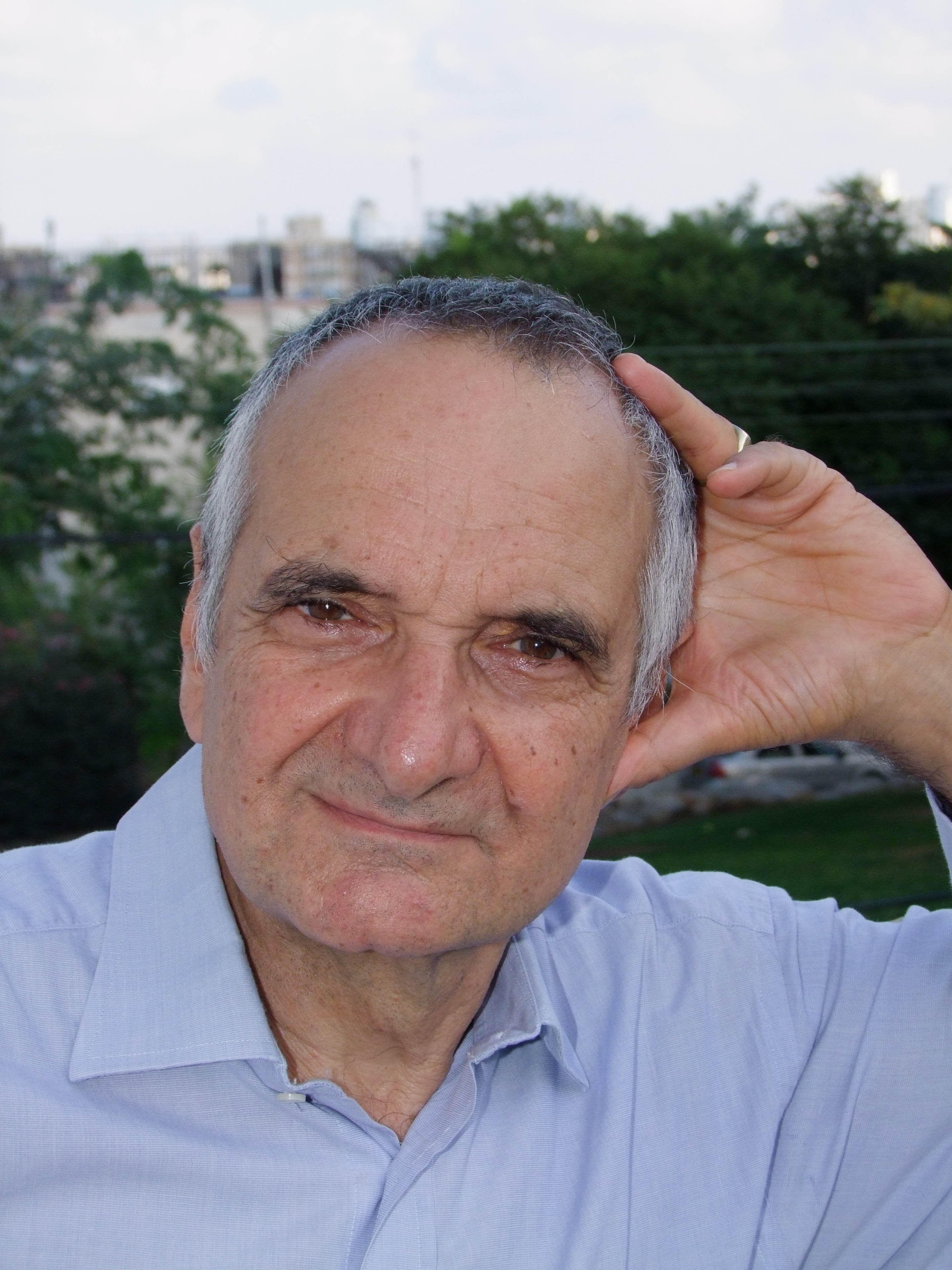

Compie i suoi studi musicali (pianoforte e composizione) in Italia, Austria, Germania e Olanda. In particolare ha studiato composizione con Armando Renzi e Boris Porena a Roma, Roberto Lupi a Firenze, Karl Schiske a Vienna, Bernd Alois Zimmermann, Vinko Globokar e Karlheinz Stockhausen a Colonia. A Utrecht ha studiato musica elettronica con Gottfried Michael Koenig. Nel 1973 a Berlino è stato allievo (Meisterschüler) di Paul Dessau presso l’Akademie der Künste di Berlino (Est). Nel 1970, mentre ancora studiava all’estero, si è diplomato in composizione al  Conservatorio Gioacchino Rossini di Pesaro, dove in seguito ha insegnato Armonia e Contrappunto (1973-1978). Successivamente (1978-1993) ha insegnato composizione al Conservatorio Giuseppe Verdi di Milano.
Partito da un'iniziale passione per Stravinskij e Bartók, Lombardi si è avvicinato alle esperienze dell'avanguardia negli anni tra il 1968 e il 1972, in particolare attraverso Karlheinz Stockhausen, Bernd Alois Zimmermann, Henri Pousseur, Mauricio Kagel, Frederic Rzewski, Dieter Schnebel, Vinko Globokar, con i quali ha studiato a Colonia. L'interesse per una musica politicamente impegnata lo ha avvicinato, in quegli stessi anni, a Hanns Eisler e Paul Dessau. Sul primo ha scritto la sua tesi di laurea (Università di Roma La Sapienza, 1975, relatori Paolo Chiarini e Fedele d'Amico), mentre col secondo ha studiato presso l’Akademie der Künste a Berlino Est, dove si era recato per preparare la tesi. Entrambi collaboratori di Bertolt Brecht, Eisler e Dessau hanno rappresentato per il compositore modelli alternativi e complementari a quelli proposti dall'avanguardia. Lombardi stesso, a distanza di anni (1982), ha definito questa compresenza in lui di diversi orientamenti stilistici attraverso i concetti di “ex–clusivo” (la possibilità di giungere a forme complesse a partire da un materiale di partenza molto ridotto) e “inclusivo” (la disponibilità ad accogliere una molteplicità di “comportamenti” musicali).
Pur all'interno di un vasto catalogo che comprende musica solistica, da camera e per orchestra, fondamentale è il ruolo che via via ha assunto per il compositore la produzione operistica, a partire dalla seconda metà degli anni Ottanta, quando Lombardi scrive Faust. Un travestimento (1986-90), nel quale convergono molte delle peculiarità stilistiche del compositore romano, cui s'aggiungono una disinvolta padronanza di mezzi espressivi e un notevole senso teatrale che, complice il libretto di Edoardo Sanguineti, s'inverano in un continuo alternarsi di serio e comico, citazione scanzonata e dramma. Seguono al Faust altre tre opere: Dmitri oder der Künstler und die Macht (1994-99), Prospero (2005-2006) e Il re nudo (2007-2008), la prima vera e propria opera comica di Lombardi. Da vari anni Lombardi sta lavorando alla sua quinta Opera, Ofer (libretto suo tratto da un romanzo di David Grossman).
Nel corso degli anni, Lombardi è pervenuto a una sempre più compiuta sintesi delle sue diverse esperienze musicali, con un marcato riferimento alla musica della grande tradizione: da Beethoven (per Lombardi il più “umano” dei grandi compositori del passato) a Stravinskij, Bartók e Sostakovič e, per quanto riguarda l'opera, a Rossini, Verdi e Puccini – sempre però a partire da una posizione non nostalgica e retrospettiva, ma calata nella contemporaneità.
Grazie alla frequentazione della Scuola Tedesca di Roma (1955-1964) e ai suoi successivi studi in Austria e in Germania, Lombardi è divenuto un intermediario culturale tra l’Italia e i paesi di lingua tedesca, in particolare la Germania, dove ha trascorso lunghi periodi come ospite di varie istituzioni (Institute for Advances Study, Berlin, Künstlerhof Schreyahn, Berliner Künstlerprogramm des DAAD, Hanse Wissenschaftskolleg, Delmenhorst).
Su invito della Japan Foundation nel 2002 ha trascorso sei mesi in Giappone.
Ha ricevuto diversi premi e riconoscimenti tra i quali il Premio SIAE per il Teatro Musicale (per l'Opera Faust. Un travestimento) e il Premio Goffredo Petrassi.
Lombardi ha pubblicato negli Anni Settanta un volume di Conversazioni con Goffredo Petrassi e, nel corso del tempo diversi articoli e saggi musicologici, una scelta dei quali è confluita nel volume Construction of Freedom and Other Writings.
È coautore, insieme a Walter Gieseler e Rolf-Dieter Weyer, del trattato d'orchestrazione Instrumentation in der Musik des 20. Jahrhunderts. Akustik. Instrumente. Zusammenwirken (Celle, Moeck Verlag, 1985). È membro dell'Accademia delle Arti di Berlino e della Bayerische Akademie der schönen Künste (Accademia Bavarese di Belle Arti).
Al suo lavoro è stato dedicato un numero doppio di “Musik-Konzepte”.
Luca Lombardi vive sul Lago Albano, nei pressi di Roma, e a Tel Aviv.

## Opere
La produzione musicale Lombardi è vasta (oltre 180 composizioni) ed è stata pubblicata da diversi editori musicali, tra i quali Moeck, Schirmer, Suvini Zerboni, Ricordi e Rai Com. La maggior parte delle sue composizioni gli sono state commissionate da importanti istituzioni, fra cui IRCAM (Parigi), Westdeutscher Rundfunk (Colonia), Saarländischer Rundfunk (Saarbrücken), la RAI (Roma, Torino), Radiotelevisione della Svizzera Italiana (Lugano), Rundfunk-Sinfonieorchester (Berlino), Musikbiennale (Berlino), Kölnmusik (Colonia),  Frankfurter Feste (Francoforte sul Meno), Wiener Festwochen (Vienna), Rikskonserter (Stoccolma), Teatro dell'Opera di Basilea, Teatro dell'Opera di Lipsia, Teatro dell'Opera di Norimberga, Teatro alla Scala di Milano, Tonhalle Düsseldorf.
Tra le sue composizioni più significative:
- Wiederkehr (1971) per pianoforte
- Non requiescat (in memoria di Hanns Eisler) per orchestra da camera (1973)
- Gespräch über Bäume per 9 esecutori (1976)
- Variazioni per orchestra (1977)
- E subito riprende il viaggio per 5 voci, su poesie di Ungaretti (1979)
- Majakovskij per basso, coro e 7 strumenti (1979-80)
- Ophelia-Fragmente per voce e pianoforte (1982)
- Sysiphos I-II-III per ensemble (1984-89)
- Nel tuo porto quiete (un requiem italiano) (1985)
- Faust. Un travestimento, opera in 3 Atti su testo di Edoardo Sanguineti (1986-90);
- III Sinfonia per soli, coro e orchestra (1993)
- Concerto per viola (1995)
- Yedid Nefesh per voce e 7 strumenti, su testi ebraici anonimi e di Miriam Meghnagi (1996)
- Lucrezio. Un oratorio materialistico. Parte prima: Natura per voce recitante, soprano, flauto e orchestra (Testo: Edoardo Sanguineti dal “De rerum natura” di Lucrezio)
- Lucrezio. Un oratorio materialistico. Parte seconda: Amore per voce recitante, soprano, baritono e 12 strumenti (Testo: Edoardo Sanguineti dal “De rerum natura” di Lucrezio)
- Dmitri oder der Künstler und die Macht, Opera in 12 scene e un epilogo su libretto di H. K. Jungheinrich (2000)
- Vanitas? per soprano, contralto, tenore, basso e orchestra (Testi: Orazio, Anonimo, Luca Lombardi)
- Prospero, Opera in 2 Atti su libretto suo e di F.C. Delius da La tempesta di Shakespeare (2005)
- Warum?, secondo Quartetto per archi (2006)
- Terra per grande orchestra (2007)
- Il re nudo, divertimento in due atti (2008)
- Storia di Giona per basso-baritono, flauto, chitarra e percussione, Testo: Luca Lombardi (dalla Bibbia)
- E, Concerto per flauto e orchestra (2009)
- Gilgul in memoria delle vittime del massacro nazista del 12.8.1944 a Sant’Anna di Stazzema (Lucca) per tromba e organo
- Italia mia per voce recitante, mezzosoprano, basso-baritono e orchestra (2011)
- Mare per grande orchestra (2012)
- Welcome and Farewell per ensemble (2012)
- Mendelssohn im Jüdischen Museum Berlin per pianoforte (2014)
- Sarah & Hagar per 2 soprani e orchestra. Testo: Michael Krüger (2019)
- Josquin Desprez & Leonardo Da Vinci in Berlin per ensemble (2021)